# Ключкин, Виталий Владимирович
Виталий Владимирович Ключкин (13 января 1929, Краснодар, Северо-Кавказский край — 2 апреля 2013) — российский учёный в области технологии производства и переработки растительных масел, член-корреспондент РАСХН (1993).

## Биография
Родился в Краснодаре. Окончил Краснодарский институт пищевой промышленности (1952).
- 1952–1960 гг. — сменный инженер, начальник подготовительного отделения маслоцеха, начальник техотдела — заместитель главного инженера Лабинского госмаслозавода № 5;
- 1960–1971 гг. — заместитель директора по научной части, с 1968 — заведующий опорным пунктом Хабаровского филиала ВНИИ жиров;
- 1971–2013 гг. — заведующий отделом производства растительных масел (1971—1986), директор (1986—1999), главный научный сотрудник (с 1999) ВНИИ жиров.

Доктор технических наук (1983), профессор (1984), член-корреспондент РАСХН (1993).
Участвовал в разработке более 10 новых высокопроизводительных машин и аппаратов для переработки растительного маслосодержащего сырья.
Заслуженный деятель науки Российской Федерации (2000). Награждён орденом «Знак Почёта» (1977) и медалью «За доблестный труд. В ознаменование 100-летия со дня рождения Владимира Ильича Ленина» (1971).
Опубликовал более 300 научных трудов, из них 4 монографии. Получил 223 авторских свидетельства и патента на изобретения, в том числе 19 иностранных.
Книги:
- Экструдеры и двухфазные среды / соавт.: Ю. А. Толчинский, В. Н. Геращенко; Всерос. НИИ жиров. — СПб., 1992. — 575 с.
- Теплофизические свойства жиров, масел и жиросодержащих эмульсий в процессах кристаллизации / соавт. Б. А. Рогов; Всерос. НИИ жиров. — СПб., 1995. — 82 с.
- Каталитическая модификация природных масел и жиров и получение из них пищевых продуктов / соавт. Г. П. Забровский; Всерос. НИИ жиров. — СПб., 2000. — 336 с.
- Пищевая промышленность России в условиях рыночной экономики / соавт.: Е. И. Сизенко и др. — М.: Пищепромиздат, 2002. — 690 с.